# Travis Benjamin
Travis Benjamin (Belle Glade, 29 dicembre 1989) è un giocatore di football americano statunitense attualmente free agent, che milita nel ruolo di wide receiver nella National Football League (NFL). Fu scelto dai Cleveland Browns nel corso del quarto giro (100º assoluto) del Draft NFL 2012. Al college ha giocato a football a Miami.

## Carriera

### Cleveland Browns
Il 28 aprile 2012, Benjamin fu scelto nel corso del quarto giro del Draft 2012 dai Cleveland Browns. Nella settimana 14 contro i Kansas City Chiefs Benjamin segnò uno spettacolare touchdown ritornando un punt per 93 yard contribuendo alla terza vittoria consecutiva dei Browns. La sua stagione da rookie si concluse con 14 presenze, 3 delle quali come titolare, 298 yard ricevute e 2 touchdown su ricezione
Nella settimana 5 della stagione 2013 contro i Buffalo Bills, Benjamin ritornò un record di franchigia di 179 yard su punt, incluso un touchdown da 79 yard, venendo premiato come miglior giocatore degli special team della AFC della settimana.

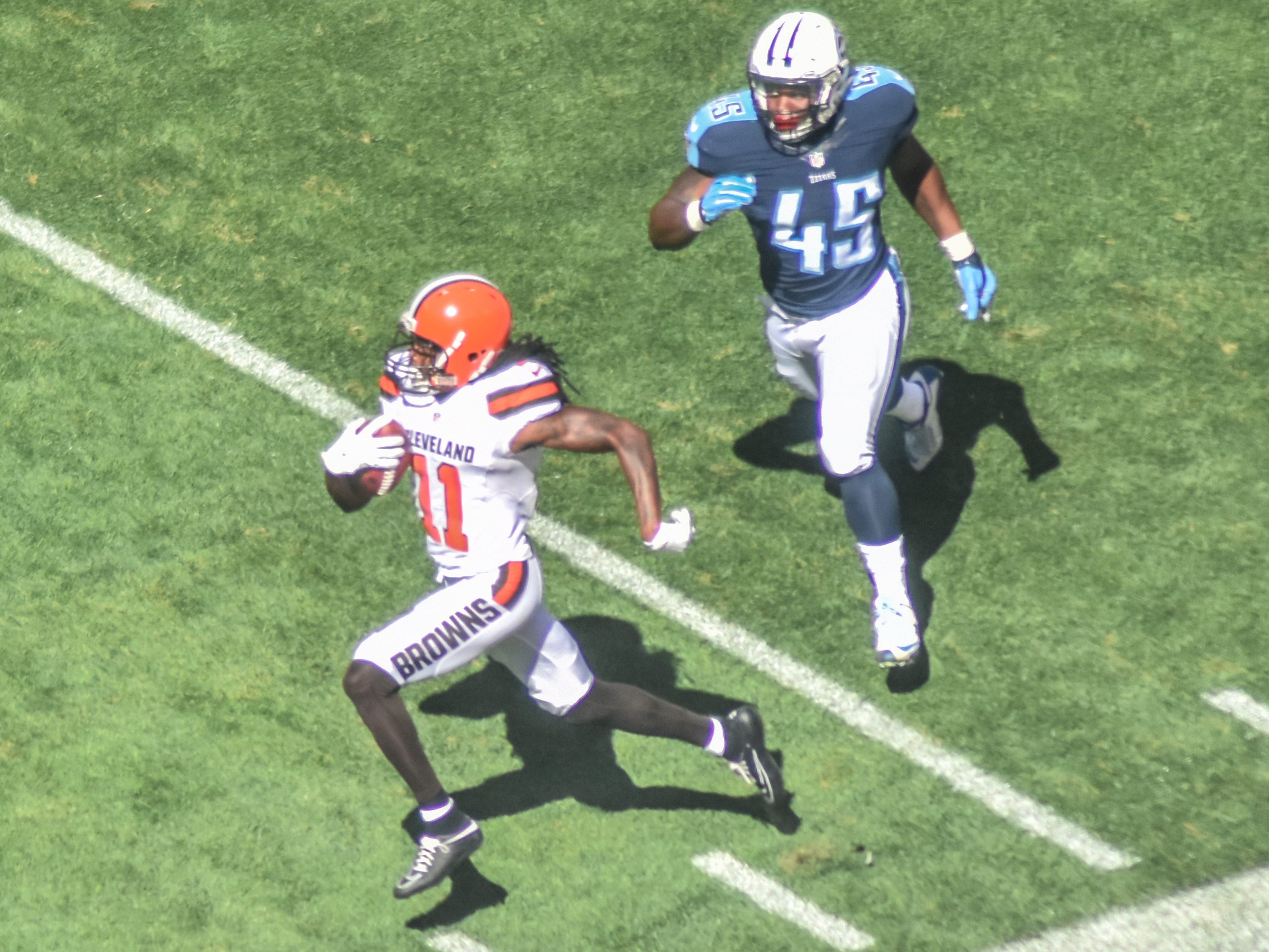
Benjamin contro i Titans nel 2015.

Il 27 ottobre 2013, Benjamin si ruppe il legamento crociato anteriore e fu inserito in lista infortunati. Tornò in campo nella settimana 1 della stagione 2014 andando subito a segno contro i Pittsburgh Steelers. Nella settimana 5, Benjamin fu decisivo nella più grande rimonta in trasferta della storia della NFL, 25 punti, segnando due touchdown contro i Titans, incluso quello del definitivo sorpasso su passaggio di Brian Hoyer a 69 secondi dal termine.
Nella prima gara della stagione 2015, Benjamin ricevette da Johnny Manziel un touchdown da 54 yard. Sette giorni dopo contro i Titans ne ricevette altri due e ne segnò un terzo su un ritorno di punt da 78 yard, risultando decisivo per la prima vittoria stagionale dei Browns e divenendo il terzo giocatore nella storia della NFL a segnare 3 touchdown da 50 yard o più nella stessa gara.. Per questa prova fu premiato per la seconda volta in carriera giocatore degli special team della settimana. La sua annata si chiuse al secondo posto dei Browns in yard ricevute (1.043) e TD su ricezione (5).

### San Diego/Los Angeles Chargers
Il 9 marzo 2016, Benjamin firmò con i San Diego Chargers. Nel settimo turno della stagione 2017 segnò due touchdown: uno su una ricezione da 42 yard e uno su un ritorno di punt da 64 yard, venendo premiato per la terza volta in carriera come giocatore degli special team della settimana.

### San Francisco 49ers
Il 25 marzo 2020 Benjamin firmò con i San Francisco 49ers. Nella stagione 2020 decise di non scendere in campo a causa della pandemia di COVID-19.

## Palmarès
- Giocatore degli special team della AFC della settimana: 3

5ª del 2013, 2ª del 2015, 7ª del 2017